# 제19회 세자르상
제19회 세자르상의 시상식에 관한 내용이다. 1993년 최고의 프랑스 영화에 수여되는 시상식으로 1994년 2월 26일 파리의 테아트르 데 샹젤리제(Théâtre des Champs-Élysées)에서 열렸다. 이번 행사는 제라르 드파르디외가 사회를 맡았으며 파브리스 루치니와 클레망틴 셀라리에가 사회를 맡았다. 스모킹/노스모킹이 최우수 영화상을 수상했다.

## 수상 및 후보

### 작품상
- 스모킹/노스모킹 - 알랭 레네 수상

### 외국어영화상
- 피아노 - 제인 캠피온 수상

## 같이 보기
- 제66회 아카데미상
- 제47회 영국 아카데미 영화상